# Susana Diazayas
Susana Arlett Diazayas Jimeno (Toluca, Meksiko) meksička je glumica poznata po ulogama u telenovelama. Najpoznatije telenovele u kojima je glumila su Trijumf ljubavi, Cuando me enamoro, Anin dvostruki život i Rebelde.

## Filmografija
| Godina | Naslov                         | Uloga                     | Vrsta               |
| ------ | ------------------------------ | ------------------------- | ------------------- |
| 2010.  | Trijumf ljubavi                | Nathy                     | telenovela          |
| 2010.  | Cuando me enamoro              | Inés Fonseca (mlada)      | telenovela          |
| 2009.  | Hasta que el dinero nos separe | -                         | telenovela          |
| 2009.  | Los simuladores                | -                         | televizijska serija |
| 2008.  | Vecinos                        | -                         | televizijska serija |
| 2007.  | Amor sin maquillaje            | -                         | telenovela          |
| 2006.  | Anin dvostruki život           | Sofía Ortega              | telenovela          |
| 2005.  | Barrera de amor                | Valeria Valladolid Galván | televizijska serija |
| 2005.  | Maćeha                         | -                         | telenovela          |
| 2004.  | Rebelde                        | -                         | telenovela          |